# Tachyempis schilidi
Tachyempis schilidi är en tvåvingeart som beskrevs av Axel Leonard Melander 1927. Tachyempis schilidi ingår i släktet Tachyempis och familjen puckeldansflugor. Inga underarter finns listade i Catalogue of Life.